# Chlorophorus dinae
Chlorophorus dinae är en skalbaggsart som beskrevs av Rapuzzi och Gianfranco Sama 1999. Chlorophorus dinae ingår i släktet Chlorophorus och familjen långhorningar. Inga underarter finns listade i Catalogue of Life.